# Walter Breuning
Pour les articles homonymes, voir Breuning.
Walter Breuning (né le 21 septembre 1896 et mort le 14 avril 2011,) est un supercentenaire américain. Il était le plus vieil homme du monde au moment de sa mort.

## Biographie
Walter Breuning est la deuxième plus vieille personne attestée dans le monde après la mort de Eunice Sanborn du 31 janvier 2011 à sa mort. Il est devenu l'homme vivant le plus vieux dans le monde depuis le 8 juillet 2009 et le dernier homme connu né en 1896. Lors de son 110e anniversaire, Breuning a été déclaré le cheminot à la retraite vivant le plus ancien aux États-Unis. Le gouverneur de Montana, Brian Schweitzer, et le maire de la ville ont assisté à la célébration de son anniversaire. Il est l'un des cinq hommes de l'histoire à avoir incontestablement atteint l'âge de 114 ans. Breuning est l'homme américain le plus âgé incontesté, et depuis le 12 décembre 2010 le cinquième homme le plus âgé de manière incontestée. Le 30 mars 2011, il a dépassé Yūkichi Chūganji et il est le cinquième plus vieil homme de l'histoire, derrière Mathew Beard, Emiliano Mercado del Toro, Christian Mortensen et Jirōemon Kimura.